# ایگور تیاگو
ایگور تیاگو (انگلیسی: Igor Thiago؛ زادهٔ ۲۶ ژوئن ۲۰۰۱) بازیکن فوتبال حرفه‌ای اهل برزیل است که در پست مهاجم برای باشگاه برنتفورد در لیگ برتر انگلیس بازی می‌کند.
او دوران حرفه‌ای خود را با کروزیرو آغاز کرد و سپس در بلغارستان با لودوگورتس رازگراد به موفقیت رسید. تیاگو پس از درخشش در کلوب بروژ در بلژیک، در سال ۲۰۲۴ به برنتفورد پیوست.

## اوایل زندگی
ایگور تیاگو در گاما، شهری کوچک در نزدیکی پایتخت برازیلیا، به دنیا آمد. او در سن ۱۳ سالگی پدرش را از دست داد و برای کمک به مادرش ماریا دیوا، که رفتگر بود، به کار در ساختمان‌سازی به‌عنوان کارگر آجرچین، انجام کارهای متفرقه در بازارها و پخش تراکت پرداخت.
او در ابتدا به فوتبال علاقه‌ای نداشت، اما به دلیل حضور برادرش در باشگاه گره‌ میو اوچیدنتال، بازی را در آنجا آغاز کرد. تیاگو ابتدا فوتسال بازی می‌کرد و در چندین باشگاه تست داد تا این‌که به تیم زیر ۱۷ سال وره از ایالت پارانای برزیل پیوست. او سپس به آکادمی فوتبال کروزیرو ملحق شد.

## دوران باشگاهی

### کروزیرو
تیاگو در تاریخ ۲۲ ژانویهٔ ۲۰۲۰ و در سن ۱۸ سالگی، نخستین بازی حرفه‌ای خود را برای باشگاه کروزیرو در چارچوب رقابت‌های کمپیوناتو مینیرو برابر بوآ اسپورته انجام داد.
او با اینکه به‌مدت دو سال در ترکیب اصلی کروزیرو حضور داشت، هرگز در سری آ برزیل بازی نکرد و ۶۴ بازی‌اش برای این تیم در سری بی، مسابقات ایالتی مینیرو و جام حذفی فوتبال برزیل انجام شد.

### لودوگورتس رازگراد
پس از شایعات متعدد، تیاگو در ۲ مارس ۲۰۲۲ با باشگاه بلغاری لودوگورتس رازگراد قرارداد امضا کرد. او ابتدا به تیم دوم باشگاه منتقل شد تا با شرایط تیم وفق پیدا کند و در ۱۸ آوریل، نخستین بازی‌اش را برای لودوگورتس ۲ برابر لیتکس لووچ انجام داد و موفق به گل‌زنی شد. یک هفته بعد، او دو گل دیگر برابر دوبروجا دوبریچ به ثمر رساند.
نمایش‌های خوب او در تیم دوم باعث شد به تیم اول دعوت شود و در برابر زسکا صوفیه به میدان رفت و در همان بازی نخست برای تیم اصلی نیز گل‌زنی کرد.
در دوران حضورش در لودوگورتس، تیاگو همراه با این تیم دو بار پیاپی قهرمان لیگ حرفه‌ای اول بلغارستان در فصل‌های ۲۲–۲۰۲۱ و ۲۳–۲۰۲۲ شد. او همچنین با لودوگورتس قهرمانی در جام حذفی بلغارستان ۲۰۲۳ و سوپر جام بلغارستان ۲۰۲۲ را نیز تجربه کرد. تیاگو در مجموع ۵۵ بازی برای این باشگاه انجام داد و ۲۱ گل به‌ثمر رساند.

### کلوب بروژ
در ۱۲ ژوئن ۲۰۲۳، تیاگو با امضای قراردادی چهارساله به کلوب بروژ در لیگ برتر فوتبال بلژیک پیوست. مبلغ انتقال که ۷٫۹ میلیون یورو بود، به‌عنوان رکوردی در فوتبال بلغارستان ثبت شد.
تیاگو در مرحله مقدماتی لیگ کنفرانس اروپا برابر آرهوس بازی کرد و در دو هفتهٔ ابتدایی لیگ بلژیک نیز برای تیمش گل‌زنی کرد؛ ابتدا گل تساوی در دیدار با ملن و سپس تنها گل پیروزی در برابر وسترلو. او در سپتامبر، در دیدار برابر شارلوا گل ششم فصل خود را به‌ثمر رساند، اما در ۹ بازی بعدی موفق به گل‌زنی نشد تا اینکه در اول نوامبر در پیروزی ۶–۰ برابر بیرشوت در جام حذفی بلژیک دوباره گل زد.
تیاگو در پایان نوامبر، در پیروزی ۵–۰ برابر بشیکتاش در لیگ کنفرانس، دو گل به‌ثمر رساند و پس از آن، در ماه‌های دسامبر ۲۰۲۳ و ژانویه ۲۰۲۴ در ۱۲ بازی، ۱۸ گل به‌ثمر رساند. او تنها در یک دیدار مقابل ملن موفق به گل‌زنی نشد، دیداری که گل او به اشتباه آفساید اعلام شد. پس از آن، در ۸ بازی پیاپی گل‌زنی کرد.

### برنتفورد
در ۱۴ فوریهٔ ۲۰۲۴، باشگاه برنتفورد اعلام کرد که با تیاگو برای انتقال به این تیم از تاریخ ۱ ژوئیهٔ ۲۰۲۴ به توافق رسیده است. مدت قرارداد پنج ساله اعلام شد. مبلغ انتقال به‌طور رسمی اعلام نشد، اما گزارش‌ها از رقمی حدود ۳۰ میلیون پوند، به‌عنوان گران‌ترین خرید تاریخ باشگاه حکایت داشتند. این انتقال همچنین رکورد فروش لیگ بلژیک با مبلغ ۳۸ میلیون یورو را نیز شکست.
در ۲۰ ژوئیهٔ ۲۰۲۴، تیاگو در نخستین بازی غیررسمی خود برای برنتفورد دچار پارگی مینیسک شد و انتظار می‌رفت تا پایان سال از میادین دور باشد. با این حال، او در ۲۳ نوامبر ۲۰۲۴ در دیدار برابر اورتون به زمین آمد و نخستین بازی رسمی خود را برای این باشگاه انجام داد.

## دوران ملی
تیاگو که در برزیل به‌دنیا آمده‌است، در سال ۲۰۲۳ تابعیت بلغارستان را دریافت کرد و از آن پس واجد شرایط بازی برای هر دو تیم ملی برزیل و بلغارستان شد.
در ژانویهٔ ۲۰۲۴، او دعوت‌نامه‌ای برای پیوستن به تیم ملی زیر ۲۳ سال برزیل دریافت کرد، اما با وجود اینکه گفته بود بازی برای تیم ملی برزیل رؤیای اوست، این دعوت را رد کرد.

## آمار حرفه‌ای
الگو:به‌روز‌رسانی
| باشگاه              | فصل       | لیگ                      | لیگ  | لیگ | لیگ ایالتی | لیگ ایالتی | جام‌های ملی | جام‌های ملی | رقابت‌های قاره‌ای | رقابت‌های قاره‌ای | رقابت‌های دیگر | رقابت‌های دیگر | مجموع | مجموع |    |
|                     |           | سطح                      | بازی | گل  | بازی       | گل         | بازی       | گل         | بازی            | گل              | بازی          | گل            | بازی  | گل    |    |
| ------------------- | --------- | ------------------------ | ---- | --- | ---------- | ---------- | ---------- | ---------- | --------------- | --------------- | ------------- | ------------- | ----- | ----- | -- |
| کروزیرو             | ۲۰۲۰      | سری بی                   | ۱۸   | ۰   | ۶          | ۳          | ۳          | ۰          | —               | —               | ۰             | ۰             | ۲۷    | ۳     |    |
| کروزیرو             | ۲۰۲۱      | سری بی                   | ۲۵   | ۴   | ۴          | ۰          | ۰          | ۰          | —               | —               | ۰             | ۰             | ۲۹    | ۴     |    |
| کروزیرو             | ۲۰۲۲      | سری بی                   | ۰    | ۰   | ۷          | ۲          | ۱          | ۱          | —               | —               | ۰             | ۰             | ۸     | ۳     |    |
| کروزیرو             | مجموع     |                          |      | ۴۳  | ۴          | ۱۷         | ۵          | ۴          | ۱               | ۰               | ۰             | ۰             | ۰     | ۶۴    | ۱۰ |
| لودوگورتس رازگراد ۲ | ۲۰۲۱–۲۲   | دسته دوم بلغارستان       | ۴    | ۳   | —          | —          | —          | —          | —               | —               | —             | —             | ۴     | ۳     |    |
| لودوگورتس رازگراد   | ۲۰۲۱–۲۲   | لیگ حرفه‌ای اول بلغارستان | ۲    | ۱   | —          | —          | ۰          | ۰          | ۰               | ۰               | ۰             | ۰             | ۲     | ۱     |    |
| لودوگورتس رازگراد   | ۲۰۲۲–۲۳   | لیگ حرفه‌ای اول بلغارستان | ۳۲   | ۱۵  | —          | —          | ۵          | ۱          | ۱۵              | ۴               | ۱             | ۰             | ۵۳    | ۲۰    |    |
| لودوگورتس رازگراد   | مجموع     |                          |      | ۳۴  | ۱۶         | ۰          | ۰          | ۵          | ۱               | ۱۵              | ۴             | ۱             | ۰     | ۵۵    | ۲۱ |
| کلوب بروژ           | ۲۰۲۳–۲۴   | لیگ برتر بلژیک           | ۳۴   | ۱۸  | —          | —          | ۵          | ۴          | ۱۶              | ۷               | —             | —             | ۵۵    | ۲۹    |    |
| برنتفورد            | ۲۰۲۴–۲۵   | لیگ برتر انگلستان        | ۴    | ۰   | ۰          | ۰          | ۰          | ۰          | —               | —               | —             | —             | ۴     | ۰     |    |
| مجموع کلی           | مجموع کلی | مجموع کلی                | ۱۱۹  | ۴۱  | ۱۷         | ۵          | ۱۴         | ۶          | ۳۱              | ۱۱              | ۲             | ۰             | ۱۸۲   | ۶۳    |    |

1. ↑  "Igor Thiago, la primera venta de Ronaldo en Cruzeiro, destaca en el rival de Osasuna en la Conference" [ایگور تیاگو، اولین فروش رونالدو در کروزیرو، در تیم رقیب اوساسونا در لیگ کنفرانس می‌درخشد]. مارکا (به اسپانیایی). ۳۰ اوت ۲۰۲۳. Retrieved 16 February 2024.
2. ↑  «Igor Thiago: Who is the Club Brugge striker heading to the Premier League as Brentford's possible Ivan Toney replacement?». اسکای اسپورتس. ۱۵ فوریه ۲۰۲۴. دریافت‌شده در ۱۶ فوریه ۲۰۲۴.
3. ↑  «Cruzeiro vs. Boa 2 - 0». Soccerway. بایگانی‌شده از اصلی در ۱۱ فوریه ۲۰۲۱. دریافت‌شده در ۲۵ ژانویه ۲۰۲۰. از پارامتر ناشناخته |وضعیت= صرف‌نظر شد (کمک)
4. ↑  "Ex-Cruzeiro, Thiago superou infância difícil e hoje brilha na Europa". Trivela (به پرتغالی). ۲۹ اوت ۲۰۲۳. Retrieved 16 February 2024.
5. ↑  "Тиаго и Групер: Идваме в голям клуб". لودوگورتس (به بلغاری). Archived from the original on 15 April 2023. Retrieved 30 April 2022.
6. ↑  "Лудогорец II загуби с 1:2 от Литекс (Ловеч)" (به بلغاری). Retrieved 30 April 2022.
7. ↑  «Два гола на нов не спомогнаха на Лудогорец 2, Добруджа с витален успех». دریافت‌شده در ۳۰ آوریل ۲۰۲۲.
8. ↑  "Лудогорец с шампионска победа над ЦСКА-София" (به بلغاری). Retrieved 30 April 2022.
9. ↑  «Igor Thiago moves to Club Brugge». www.clubbrugge.be. ۱۲ ژوئن ۲۰۲۳. دریافت‌شده در ۱۲ ژوئن ۲۰۲۳.
10. ↑  «Лудогорец реализира рекорден трансфер». لودوگورتس. ۱۲ ژوئن ۲۰۲۳. دریافت‌شده در ۱۲ ژوئن ۲۰۲۳.
11. ↑  "Club Brugge laat meteen punten liggen..." (به هلندی).
12. ↑  «Club Brugge bezorgt het Kiel een horroravond...».
13. ↑  «KIJK. "Match wordt niet herspeeld"...».
14. ↑  «Plots is de twijfelspits de strafste van Europa...».
15. ↑  «Brentford Sign Forward Igor Thiago». Brentford FC. ۱۴ فوریه ۲۰۲۴. دریافت‌شده در ۱۴ فوریه ۲۰۲۴.
16. ↑  «Brentford announce £30m signing of Club Brugge striker Igor Thiago».
17. ↑  «Het verhaal achter de recordtransfer van Igor Thiago».
18. ↑  «Brentford signing Thiago out until end of year». BBC Sport. ۳۱ ژوئیه ۲۰۲۴.
19. ↑  Hafez، Shamoon (۲۳ نوامبر ۲۰۲۴). «Everton 0-0 Brentford...». BBC Sport.
20. ↑  "در بلژیک: تیاگو می‌تواند سود بزرگی برای بلغارستان باشد" (به بلغاری). Gong.bg. Retrieved 4 May 2025.
21. ↑  "تیاگوی شگفتی‌ساز در راه تیم ملی بلغارستان" (به بلغاری). Gol. Retrieved 4 May 2025.
22. ↑  "ایگور تیاگو دعوت‌نامه برزیل را دریافت کرد و آن را رد کرد" (به بلغاری). Gong.bg. Retrieved 4 May 2025.
23. ↑  «Igor Thiago». Soccerway. دریافت‌شده در ۸ نوامبر ۲۰۲۰.

## افتخارات
لودوگورتس رازگراد
- لیگ حرفه‌ای اول بلغارستان: ۲۲–۲۰۲۱، ۲۳–۲۰۲۲
- جام حذفی بلغارستان: ۲۳–۲۰۲۲
- سوپرجام بلغارستان: ۲۰۲۲

کلوب بروژ
- لیگ برتر بلژیک: ۲۴–۲۰۲۳

فردی
- بهترین بازیکن جوان لیگ کنفرانس اروپا: ۲۴–۲۰۲۳[۱]